# Michel Souza da Silva
Michel, właśc. Michel Souza da Silva (ur. 22 sierpnia 1986 w Rio de Janeiro) – brazylijski piłkarz występujący na pozycji napastnika. Zawodnik klubu SL Benfica. 

## Kariera
Michel karierę rozpoczynał w 2008 roku w portugalskim drugoligowym zespole FC Penafiel. Spędził tam trzy lata, a potem odszedł do FC Paços de Ferreira z Primeira Liga. W lidze tej zadebiutował 14 sierpnia 2011 roku w przegranym 1:2 pojedynku z Vitórią Setúbal. 21 sierpnia 2011 roku w wygranym 2:1 spotkaniu z União Leiria strzelił pierwszego gola w Primeira Liga. Graczem Paços de Ferreira był przez rok.
W maju 2012 roku podpisał kontrakt z Benfiką. Jednak jeszcze przed debiutem w jej barwach, w sierpniu 2012 roku przeszedł na wypożyczenie do innego zespołu Primeira Liga, SC Braga. W sezonie 2013/2014 był wypożyczony do Al-Wakrah.